# Pianale Mercedes-Benz MFA
Il Modular Front Architecture (MFA) è un pianale per automobili, progettato dal gruppo Daimler AG e utilizzato a partire dal 2011 per la realizzazione di modelli con motore trasversale e trazione anteriore appartenenti alla gamma della Mercedes-Benz.

## Caratteristiche
Si tratta di un pianale modulare previsto per le Mercedes-Benz di fascia media con schema meccanico a motore anteriore trasversale e a trazione anteriore eventualmente ampliabile a integrale. In generale, alcune soluzioni meccaniche variano proprio a seconda del tipo di trazione: infatti, se nelle vetture a trazione anteriore è previsto un retrotreno a ruote interconnesse, in quelle a trazione integrale l'assale posteriore prevede la soluzione multilink a tre leve e mezza. Per quanto riguarda l'avantreno, è previsto in ogni caso lo schema MacPherson, mentre per quanto riguarda l'impianto frenante, sono previsti freni a disco su entrambi gli assi, autoventilanti all'avantreno per tutte le applicazioni e anche al retrotreno per quelle più performanti.

### Evoluzione
La prima applicazione a sfruttare il pianale MFA è stata la Classe B di seconda generazione, a cui seguiranno altre applicazioni Mercedes-Benz, ma anche Infiniti. Questo in virtù dell'alleanza industriale fra la Daimler AG e il gruppo Renault-Nissan, di cui anche il marchio Infiniti fa parte e costituisce ormai da decenni il brand di lusso della Nissan stessa. Nel 2018 questo pianale ha subito alcuni aggiornamenti cambiando sigla in MFA2.

### Vetture basate sul pianale MFA
| Versione del pianale | Modello                         | Immagine | Anni di produzione | Carrozzeria          | Linea di assemblaggio                                                                           |
| -------------------- | ------------------------------- | -------- | ------------------ | -------------------- | ----------------------------------------------------------------------------------------------- |
| MFA                  | Mercedes-Benz Classe A (W176)   |          | 2012-18            | Berlina 2 volumi     | Rastatt (D) Kecskemét (H) Uusikaupunki (FIN)                                                    |
| MFA                  | Mercedes-Benz Classe CLA (C117) |          | 2013-19            | Coupé a 4 porte      | Kecskemét (H) Chakan (IND) Samut Prakan (T)                                                     |
| MFA                  | Mercedes-Benz Classe B (W246)   |          | 2011-19            | Monovolume           | Rastatt (D) Kecskemét (H)                                                                       |
| MFA                  | Mercedes-Benz Classe GLA (X156) |          | 2013-19            | CUV                  | Rastatt (D) Pechino (CN) Pune (IND) Samut Prakan (T) Iracemápolis (BR)                          |
| MFA                  | Infiniti Q30                    |          | 2015-19            | Berlina 2 volumi     | Sunderland (GB)                                                                                 |
| MFA                  | Infiniti QX30                   |          | 2016-19            | CUV                  | Sunderland (GB)                                                                                 |
| MFA2                 | Mercedes-Benz Classe A (W177)   |          | dal 2018           | Berlina 2 o 3 volumi | Rastatt (D) Kecskemét (H) Uusikaupunki (FIN) Pechino (CN) Aguascalientes (MEX) Samut Prakan (T) |
| MFA2                 | Mercedes-Benz Classe CLA (C118) |          | dal 2019           | Coupé a 4 porte      | Kecskemét (H)                                                                                   |
| MFA2                 | Mercedes-Benz Classe B (W247)   |          | dal 2018           | Monovolume           | Rastatt (D) Kecskemét (H)                                                                       |
| MFA2                 | Mercedes-Benz Classe GLA (H247) |          | dal 2019           | CUV                  | Rastatt (D) Pechino (CN) Samut Prakan (T) Bogor (RI)                                            |
| MFA2                 | Mercedes-Benz Classe GLB        |          | dal 2019           | CUV                  | Aguascalientes (MEX) Pechino (CN)                                                               |